# Tomás García Sampedro
Tomás García Sampedro (Somado, Pravia, Asturias, 17 de mayo de 1860-Muros de Nalón, id. 1937) fue un pintor español, miembro de la Real Academia de Bellas Artes de San Fernando de Madrid y caballero de la Orden de Carlos III. Gran parte de su obra la componen paisajes y escenas rurales de estilo costumbrista.

## Biografía
Hijo de José y Josefa, una familia campesina de Muros. Cursó estudios primarios en un colegio religioso de Pravia, y el bachillerato en el colegio que dirigía en Oviedo Diego Terrero, científico, fotógrafo y poeta. En 1876 se trasladó a Santiago de Compostela para ingresar en la Facultad de Farmacia, obteniendo la licenciatura en junio de 1880. Ese mismo año publicó sus primeros dibujos en "La Ilustración Gallega y Asturiana" y viajó a la capital de España.
En Madrid, se matriculó en la Escuela Especial de Pintura, Escultura y Grabado, frecuentar el Museo del Prado y asistir al Círculo de Bellas Artes, donde hizo amistad con uno de sus fundadores, el que sería su maestro y mentor, el pintor alcarreño Casto Plasencia.
En el verano de 1884, García Sampedro invitó a algunos compañeros del Círculo y al propio Plasencia a la finca de sus padres ("La Pumariega"). La reunión supondría la creación de la colonia artística de Muros, en cuyo núcleo inicial, además de anfitrión y maestro, figuraban Heliodoro Guillén Pedemonti, Alfredo Perea, Tomás Campuzano y un veterano pintor madrileño, José Robles. El grupo continuó reuniéndose todos los veranos durante seis años, hasta la repentina muerte de Plasencia en mayo de 1890. No obstante, la fama de "La Pumariega" como foco de producción artística se prolongaría con las visitas de otros pintores consagrados.
En 1886, gracias a dos de sus cuadros, La carta de luto y Después del baile, la Diputación Provincial de Oviedo le concedió una pensión para que completara los estudios en Roma. Allí y ante las buenas críticas y alabanzas por su cuadro de 1887 La cuna vacía, que fue reproducido por «La Ilustración Artística» de Barcelona, le fue prorrogada la beca, lo que le permitió recorrer Italia y Francia (sin dejar de acudir los veranos a la cita de Muros). Su cuadro más representativo de esta época es En las catacumbas, obra cuya ejecución abandonó en principio, no volviendo a ella hasta pasados algunos años.
Con A la caída de la tarde, pintado en Roma en 1889 y con clara influencia de Jules Breton, obtuvo una tercera medalla en la Exposición Nacional de Bellas Artes de 1890. La obra, adquirida por el gobierno español, pasó luego a los fondos del Museo del Prado quedando en depósito en el Ministerio del Interior (Madrid).
Enfermo y consumidas las ayudas económicas, el pintor regresó de Roma en 1892, instalándose en su pueblo natal, pero desplazándose más tarde a Madrid, Barcelona y París. En 1897 concurrió a la Exposición Nacional de Bellas Artes con el cuadro Riberas del Nalón, que le valió la condecoración de caballero de la Orden de Carlos III. También pintó un retrato del rey Alfonso XIII niño para el Casino Español de Guantánamo, en Cuba, y grandes lienzos de temas mitológicos para decorar techos. En 1899, con Segadora asturiana obtuvo medalla de plata en la Exposición Regional de Gijón de 1905. Por fin, el 6 de noviembre de ese año ingresó como miembro correspondiente de la Academia de Bellas Artes de San Fernando.
Falleció en su casa-estudio de la Pumariega en Muros de Nalón, Asturias, en 1937. Entre sus discípulos destacó José Sotero Fernández.